# Terrible Certainty
Terrible Certainty è il terzo album in studio del gruppo musicale thrash metal tedesco Kreator, pubblicato nel 1987 dalla Noise Records.

## Edizioni
Nella ristampa son state incluse le tracce originarie dell'EP Out of the Dark ... Into the Light del 1988. Nella versione rimasterizzata del 2017, invece, l'intero EP.

## Tracce

### Standard Edition
1. Blind Faith – 4:10
2. Storming with Menace – 4:28
3. Terrible Certainty – 4:31
4. As the World Burns – 3:51
5. Toxic Trace – 5:35
6. No Escape – 5:03
7. One of Us – 4:02
8. Behind the Mirror – 4:33

### Repress Edition
1. Blind Faith – 4:07
2. Storming with Menace – 4:26
3. Terrible Certainty – 4:29
4. As the World Burns – 3:50
5. Toxic Trace – 5:33
6. No Escape – 5:01
7. One of Us – 4:00
8. Behind the Mirror – 4:34

#### Bonus Tracks
1. Impossible to Cure – 2:39
2. Lambs to the Slaughter (cover dei Raven) – 3:35
3. Terrible Certainty (live) – 5:29
4. Riot of Violence (live) – 5:40
5. Awakening of the Gods (live) – 7:14

### Remastered Edition
1. Blind Faith – 4:05
2. Storming with Menace – 4:25
3. Terrible Certainty – 4:28
4. As the World Burns – 3:48
5. Toxic Trace – 5:32
6. No Escape – 4:59
7. One of Us – 3:58
8. Behind the Mirror – 4:32

#### CD 2
1. Impossible to Cure – 2:39
2. Lambs to the Slaughter (cover dei Raven) – 3:32
3. Terrible Certainty (live) – 5:18
4. Riot of Violence (live) – 5:48
5. Awakening of the Gods (live) – 7:13
6. Flag of Hate (live) – 3:49
7. Love Us or Hate Us (live) – 4:36
8. Behind the Mirror – 4:45

## Formazione
- Mille Petrozza - chitarra, voce
- Jörg "Tritze" Trzebiatowski - chitarra
- Roberto "Rob" Fioretti - basso
- Jürgen "Ventor" Reil - batteria, voce su "As the World Burns"